# Pnevmocit tipa II
Pnevmociti tipa II (tudi velike alveolarne celice) so alveolne epitelijske celice. Zavzemajo 5–10 % površine alveolnega epitelija in so prisotni v skupinah po 2–3 na mestih, kjer se stene pljučnih mešičkov (alveolov) stikajo. Med njimi in pnevmociti tipa I so prisotni tesni stiki.
Pri človeku se začnejo razvijati že pri plodu (fetusu) v 24. tednu nosečnosti, kjer že izločajo majhne količine surfaktanta, ki pa so do 35. tedna nosečnosti za sam plod nezadostne, zaradi česar se lahko pojavi sindrom dihalne stiske pri nedonošenčkih.

## Morfološke značilnosti
Celice imajo obliko kupole, na površini so kratki in topi mikrovili. Citoplazma je svetlo eozinofilna, v njej so vidni endoplazemski retikulum, Golgijev aparat in mitohondriji, kar nakazuje na to, da sintetizirajo večje količine beljakovin. Jedro je okroglo z jedrcem in razpršenim kromatinom na sredini.

## Funkcije
Značilnost obravnavanih celic so t. i. lamelna telesca ali citosomi, ki so okrogle ali ovalne sekrecijske vakuole velikosti 1–2 μm, v katerih se nahajajo plasti surfaktanta. Sestavljen je iz dveh fosfolipidov, in sicer dipalmitol fosfatidilholina ter fosfatidilglicerola, in štirih surfaktantskih proteinov (A, B, C in D). Po eksocitozi v svetlino alveolov, ki se začne že takoj pri rojstvu, razpade v lipidni in proteinski del: lipidi se razvrstijo v vrhnjo fosfolipidno monomolekularno plast, ki meji na zrak v mešičkih, proteini pa se razvrstijo v vodno plast, ki se nahaja med lipidno plastjo in površino celic. Surfaktant je pomemben za zmanjševanje površinske napetosti alveolov, s čimer preprečuje njihovo zlepljenje in s tem zagotavlja normalen pretok zraka v pljučih. Proteina A in D večata prepustnost sloja za gramnegativne bakterije in s tem zavirajo njihovo rast v pljučih. Odvečne količine surfaktnata fagocitirajo alveolarni makrofagi in pnevmociti tipa II, kar imenujemo recikliranje surfaktanta.
Poleg tega imajo tudi regeneracijsko vlogo, saj nadomeščajo poškodovane pnevmocite tipa I in s tem obnavljajo alveolni epitelij.

## Medicinski pomen
Človeški gen MUC1, ki je povezan s pnevmociti tipa II, je bil odkrit kot marker pri pljučnem raku.